# Tiefstackkanal
El Tiefstackkanal o canal de Tiefstack és un canal navegable al port d'Hamburg, a l'estat d'Hamburg. Connecta el riu Bille, el Billbrookkanal, el Billekanal i el Bullenhuser Kanal amb el Billwerder Bucht, un antic braç del Dove Elbe que desemboca a l'Elba a Rothenburgsort. Té una resclosa que serveix principalment per al desguàs i per suprimir la influència de la marea als canals amb què connecta. La protecció contra la marea alta es fa per una nova barrera mòbil a la desembocadura del Billwerder Bucht a l'Elba.

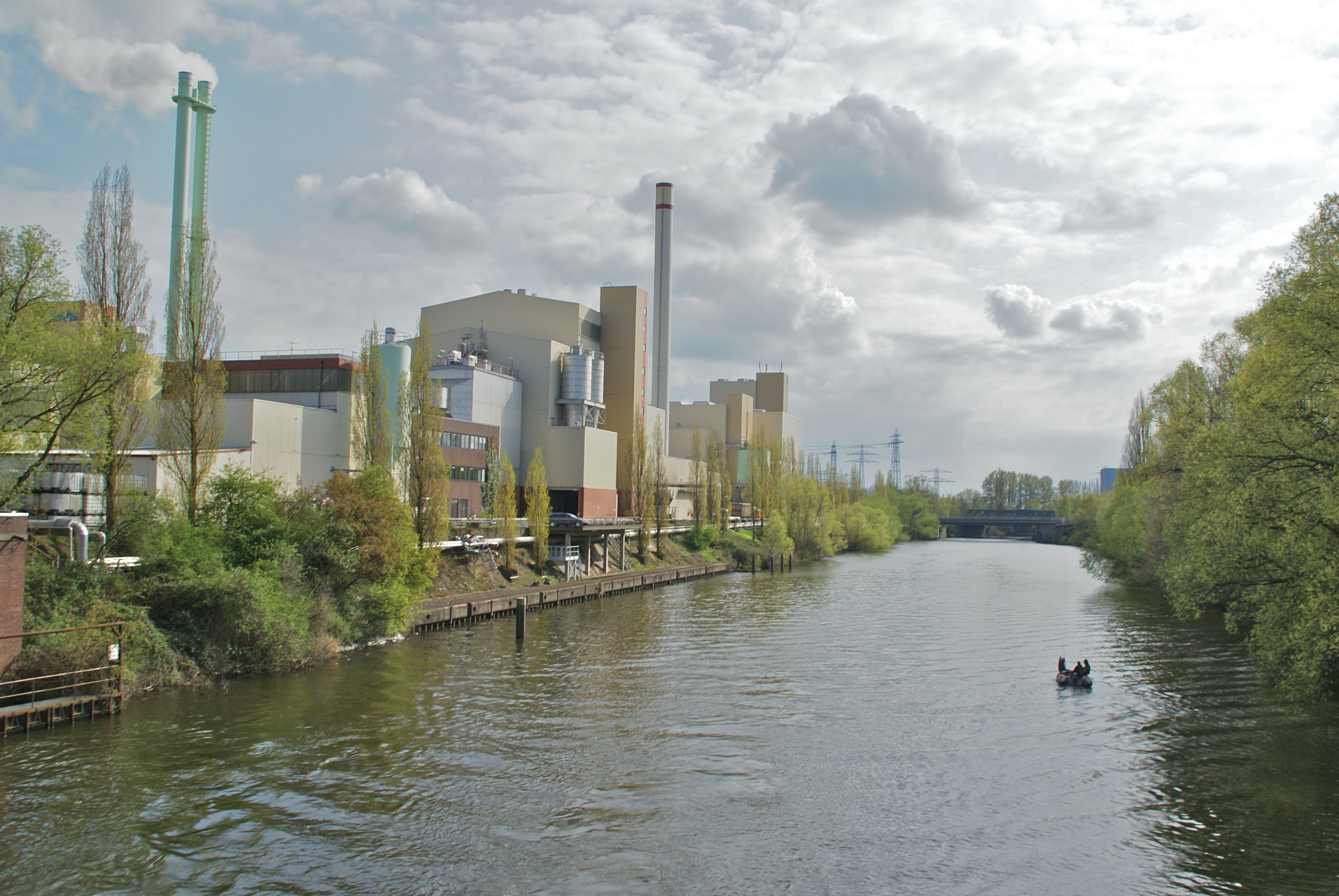
La planta incineradora de deixalles MVB

El seu nom prové d'un lloc anomenat Tiefstack, situat a les terres que hi ha fora del dic de l'illa fluvial de Billwerder. A la seva riba hi ha la central tèrmica del mateix nom i l'empresa de valorització i d'incineració de deixalles MVB (Müllverwertung Borsigstraße). Només la primera fa servir el canal per transportar carbó.
| Resclosa  | Resclosa | Resclosa    | Resclosa       | Resclosa |
| --------- | -------- | ----------- | -------------- | -------- |
| Localitat | *****    | profunditat | alçària llibre |          |
| Tiefstack | 110,00m  | 9,8 m       | 5,20           | -        |

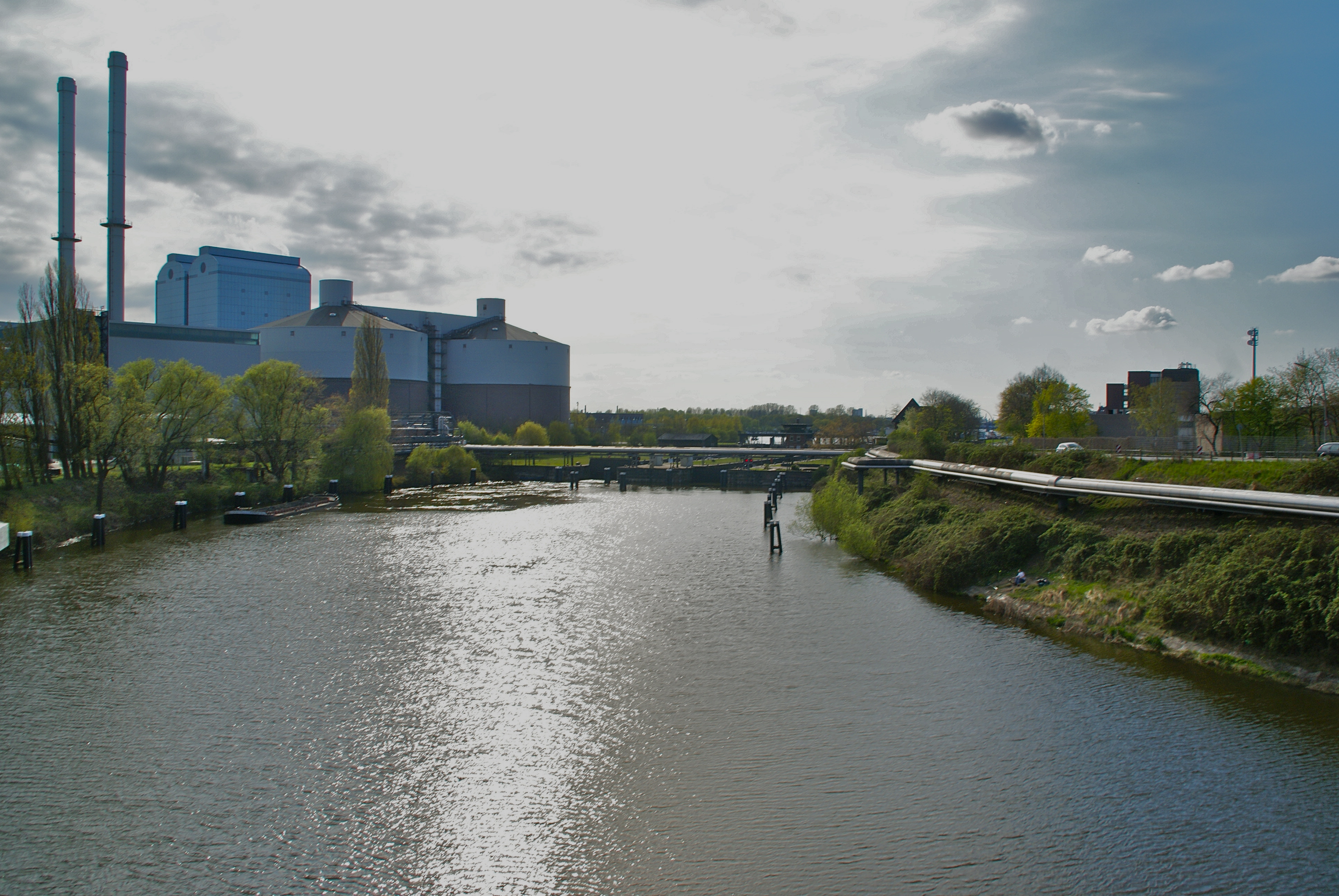
La resclosa i la central des del pont de Tiefstack
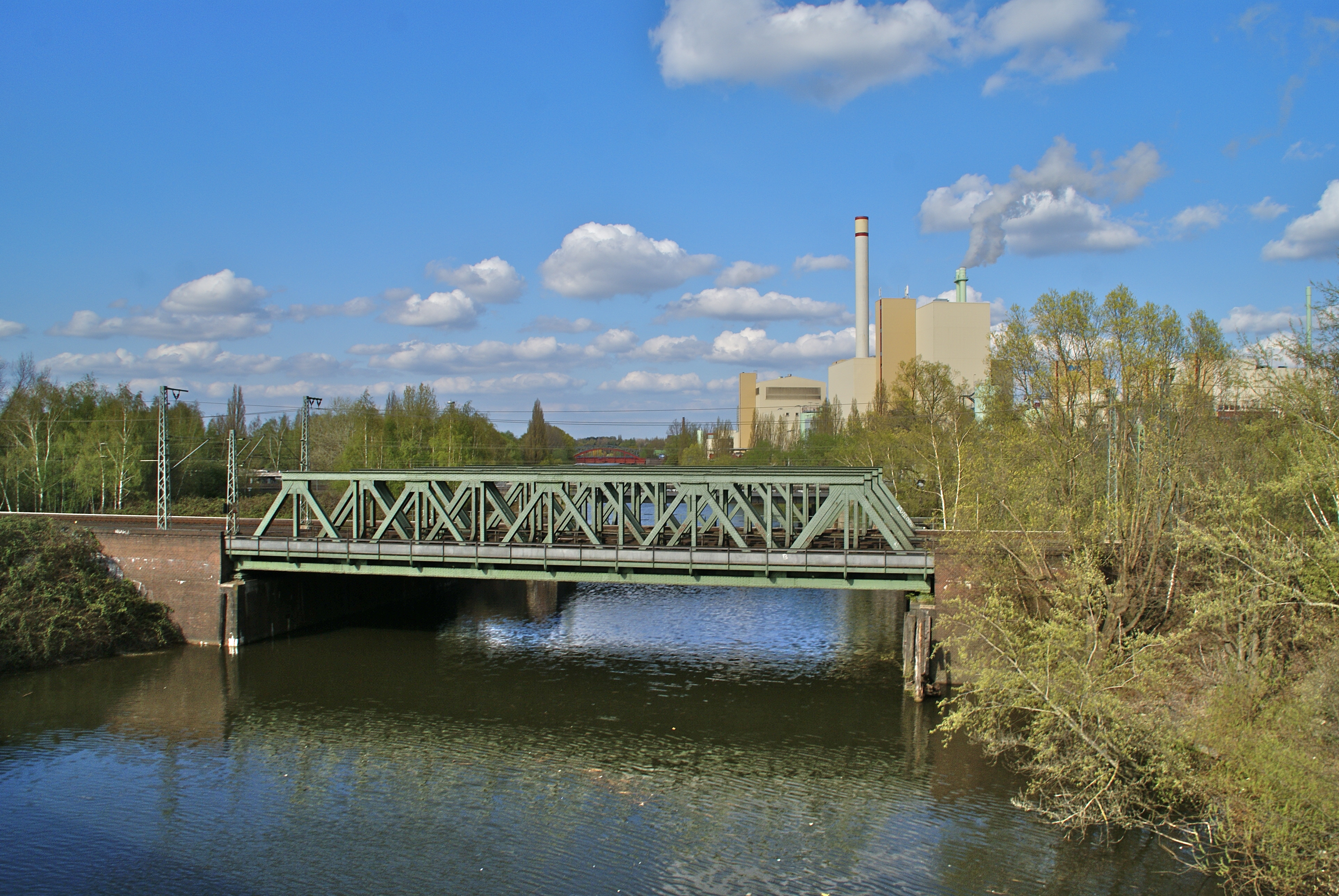
El pont de la línia S2 del metro
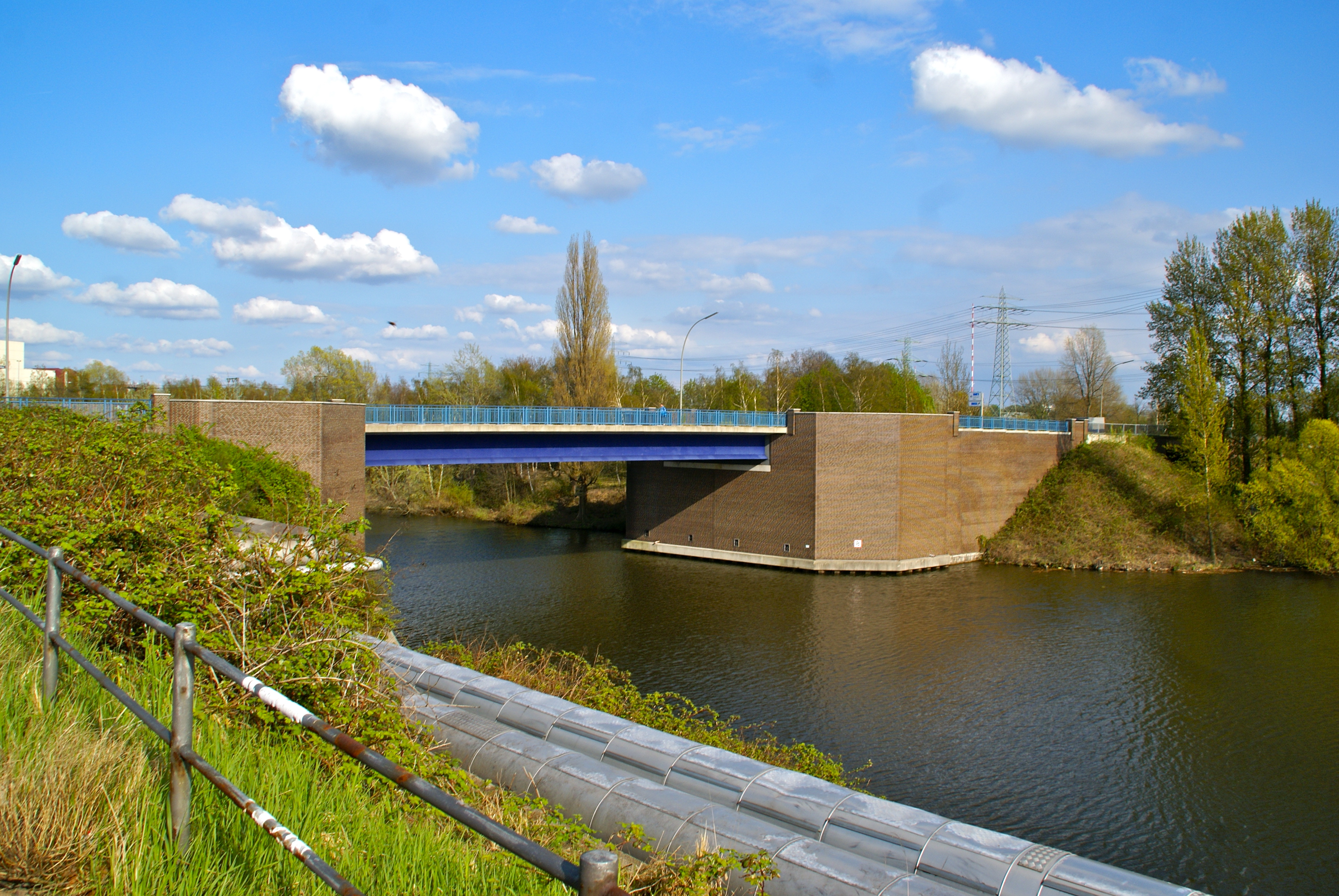
El pont de l'Auschläger Allee
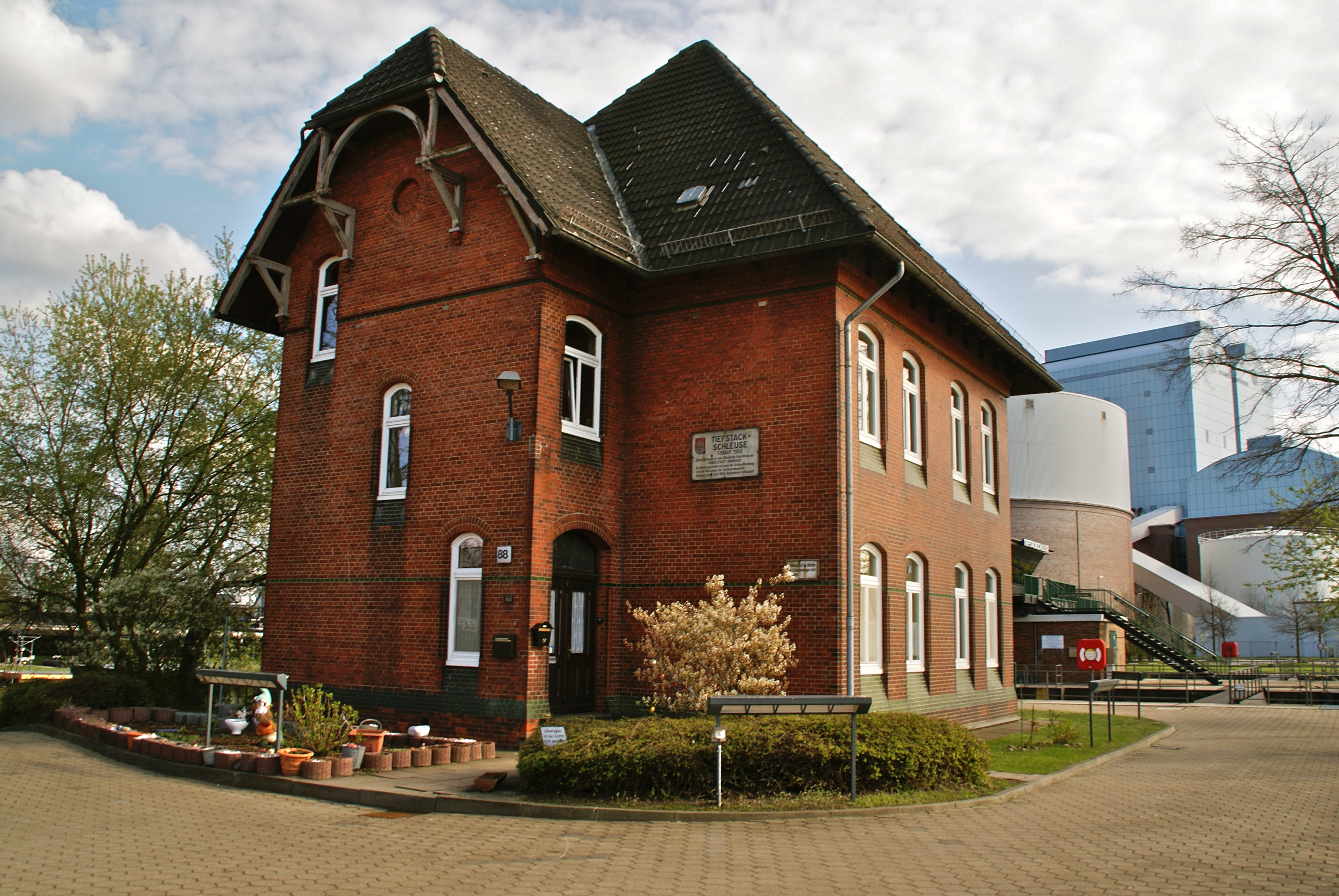
Casa de l'assuter
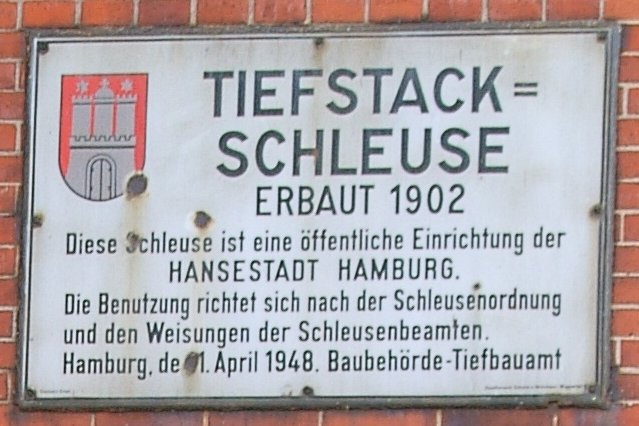
Taula a la resclosa

## Connecta amb
- Bille
- Billbrookkanal
- Billekanal
- Bullenhuser Kanal
- Billwerder Bucht